# Hans Mattis-Teutsch
János Mattis-Teutsch, cunoscut și ca Hans Mattis-Teutsch, (n. 13 august 1884, Brașov – d. 17 martie 1960, Brașov) a fost un pictor expresionist, sculptor și grafician transilvănean cu origine mixtă, maghiară și săsească.

## Biografie

### Studii
Hans Mattis-Teutsch s-a născut pe 13 august 1884 la Brașov, într-o familie mixtă maghiaro-germană. Mattis-Teutsch a studiat timp de un an la Academia de Arte Decorative din Budapesta, cu pictorul József Rippl-Rónai, apoi, din 1903, la Academia Regală din München, unde a studiat cu Wilhelm von Rümann (1850–1906), și Baltasar Schmitt (1887–1942), oscilând în arta sa între art nouveau, post-impresionism și fauvism, expresionism abstract, figurativ stilizat și constructivism. Din respect pentru tatăl său vitreg, a adoptat în anul 1904 numele de Teutsch, pe care l-a atașat numelui său de naștere, Mattis.

### Începuturi

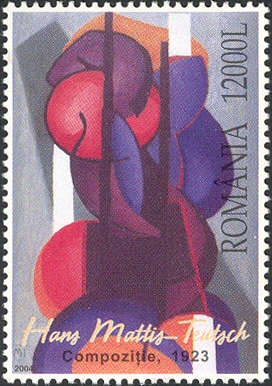
Timbru din 2004

În anul 1908 a început activitatea didactică la Liceul Industrial din Brașov, unde a lucrat, cu mici întreruperi, toată viața. 
Prima mențiune în presă a lui Mattis-Teutsch datează din 1911, când revista culturală din Brașov, „Die Karpathen”, avându-l ca editor pe scriitorul și poetul Adolf Meschendörfer, îl prezenta pe tânărul sculptor Johann Teutsch ca pe un artist în devenire în care se puteau pune mari speranțe, fiind inserate și reproduceri a două din lucrările sale.
Între 1910 și 1925, Mattis-Teutsch a cunoscut lucrările lui František Kupka, care venise de la Praga la Paris, unde lucra din 1896. De asemenea, a fost la curent și cu tendințele grupului Der Blaue Reiter, al cărui Almanah a apărut în 1912. În 1918 s-a alăturat grupării Abstrakte Gruppe der Sturm, în cadrul căreia a avut o expoziție personală, la Berlin.
Prima expoziție personală semnată Mattis-Teutsch a avut loc în 1920, la București, unde expune pictură, sculptură și linogravură, fiind bine primită de criticii de artă, chiar admirat pentru cutezanța de a expune lucrări în stil expresionist. Ca reprezentant al avangardei în România, Mattis-Teutsch a fost activ în grupul format în jurul revistei de avangardă Contimporanul, în 1922, alături de Victor Brauner, M.H. Maxy și Marcel Iancu, precum și în grupul Das Ziel din Brașov. A participat și la revista literară avangardistă Integral, și la revista de limba maghiară MA. După perioada avangardistă alături de grupul Contimporanul, se orientează spre arta figurativă, definindu-și un nou stil, mai aproape de suprarealism, numit „realism constructivism”.
În pictură, Mattis-Teutsch a creat două cicluri expresionist abstracte, cu modulații muzicale, Empfindungen (Senzații) și Seelenblumen (Flori sufletești), inițiate în jurul anului 1918 și care se încheie în 1924.
În anul 1931, Hans Mattis-Teutsch a lansat la Potsdam lucrarea Kunstideologie - Stabilität und Aktivität im Kunstwerk (Ideologia artei - stabilitate și acțiune în creația artistică), apărută la editura Müller & Kiepenheuer, volum care a fost tradus, în 1974, și în limba română. În baza ideilor exprimate în această carte, Mattis-Teutsch s-a înregimentat cu convingere în rândurile socialiștilor, manifestând o adeziune asumată și radicală la socialism. Aceasta a fost faza artistică realist-socialistă, când lucrările lui au abundat în tematică socialistă: Gesturile muncii, Muncitori fizici și intelectuali, Compoziție-Atitudini. Nu și-a asumat nicio naționalitate, considerându-se cetățean european, dovadă fiind colaborările sale.

### Sfârșitul vieții
În perioada 1944 - 1945 a fondat Gruparea Artiștilor Plastici din Brașov, care a devenit ulterior filială a Uniunii Artiștilor Plastici, fiind ales de câteva ori președintele acesteia. A fost interzis un număr redus de ani, precum alți artiși brașoveni, reintegrat apoi în viața artistică brașoveană.
Cartea sa Reflecțiuni asupra creației artiștilor plastici în epoca socialistă sau Realismul constructiv, finalizată în ziua de 18 decembrie 1959, dictată în limba germană și redactată în aceeași limbă de către eleva și colaboratoarea sa, pictorița Irina Lukász, a rămas în manuscris.
În memoria sa, Liceul de Arte Plastice din Brașov a primit numele său.

## Expoziții postbelice
Prima mare retrospectivă a avut loc în vara lui 1970 la sala Dalles în București, după faimoasele "Teze" din iulie, expoziția deschizându-se târziu (numai după vizionarea ei de către Dumitru Popescu, port-stindard  al macabrei ideologii)  și fiind închisă devreme. În timp, au mai avut loc expoziții de mai mică amploare în țară. La început de mileniu al III-lea a avut o mare retrospectivă la Budapesta, el fiind integrat în avangarda maghiară prin participări active în această țară (sub numele de Janos Mattis-Teutsch) și ulterior la Muenchen la Haus der Art.

## Scrieri proprii
- Gedichte / Schnitte. Verlag der MA-Gruppe: Budapest, 1917;
- „Was ist unsere Kunst in dieser modernen Zivilisation?” În: Adolf Meschendörfer (ed.): Aus Kronstädter Gärten. Kunstleben einer sächsischen Stadt im Jahre 1930. Verlag Johann Götts Sohn: Kronstadt, 1930, pag. 201 ff;
- Kunstideologie. Stabilität und Aktivität im Kunstwerk. Müller & J. Kiepenheuer: Potsdam, 1931.
- Ideologia artei. Stabilitatea și activitatea în opera de artă (fragmente). În: Arta (București), 17/7, 1970, pag. 30-31;
- Ideologia artei. Traducere de Melania Ioanițescu. Cuvânt înainte de Mihai Nadin. Editura Kriterion: București, 1975;
- Kunstideologie. Stabilität und Aktivität im Kunstwerk. Mit einer Einleitung von Mihai Nadin und einem Nachwort von Elisabeth Axmann. Kriterion Verlag: Bukarest, 1975;

## Familia
A avut un fiu, Ioan Mattis-Teutsch (1913-1988),  pictor și grafician, o fiică, decedată prematur, a lucrat cu Anna Freud, și un nepot,Waldemar Mattis-Teutsch (n. 1950), absolvent al școlii clujene de arte, continuator al tradiției familiei.